# Khúc côn cầu trên cỏ tại Đại hội Thể thao châu Á 2022 – Giải đấu Nữ
Giải đấu nữ nội dung khúc côn cầu trên cỏ tại Đại hội Thể thao châu Á 2022 là giải đấu lần thứ 11 của nội dung khúc côn cầu trên cỏ dành cho nữ tại Đại hội thể thao châu Á. Giải đấu được tổ chức cùng với giải đấu nam tại Sân khúc côn cầu trên cỏ của Công viên thể thao Kênh Củng Thự ở Hàng Châu, Trung Quốc từ 25 tháng 9 đến 7 tháng 10 năm 2023.
Chủ nhà Trung Quốc đã giành chức vô địch Đại hội thể thao châu Á lần thứ tư ở giải đấu này khi đánh bại Hàn Quốc 2–0 trong trận chung kết. Ấn Độ giành huy chương đồng sau khi đánh bại đương kim vô địch Nhật Bản với tỷ số 2–1. Với tư cách là đội vô địch, Trung Quốc đã vượt qua vòng loại trực tiếp ở Thế vận hội Mùa hè 2024.

## Các đội đủ điều kiện
| Giải đấu diễn ra vòng loại             | Ngày                   | Chủ nhà   | Số đội | Đội vượt qua vòng loại                            |
| -------------------------------------- | ---------------------- | --------- | ------ | ------------------------------------------------- |
| Quốc gia chủ nhà                       | 16 tháng 9 năm 2016    | —         | 1      | Trung Quốc                                        |
| Đại hội Thể thao châu Á 2018           | 19–31 tháng 8 năm 2018 | Jakarta   | 5      | Nhật Bản · Ấn Độ · Hàn Quốc · Malaysia · Thái Lan |
| Vòng loại Đại hội thể thao châu Á 2022 | 6–14 tháng 6 năm 2022  | Jakarta   | 4      | Hồng Kông · Kazakhstan · Singapore · Indonesia    |
| Tổng cộng                              | Tổng cộng              | Tổng cộng | 10     |                                                   |

## Vòng sơ loại

### Bảng  A
| VT | Đội       | ST | T | H | B | BT | BB | HS  | Đ  | Giành quyền tham dự |
| -- | --------- | -- | - | - | - | -- | -- | --- | -- | ------------------- |
| 1  | Ấn Độ     | 4  | 3 | 1 | 0 | 33 | 1  | +32 | 10 | Bán kết             |
| 2  | Hàn Quốc  | 4  | 3 | 1 | 0 | 17 | 1  | +16 | 10 | Bán kết             |
| 3  | Malaysia  | 4  | 2 | 0 | 2 | 16 | 12 | +4  | 6  | Trận tranh hạng 5   |
| 4  | Singapore | 4  | 1 | 0 | 3 | 2  | 25 | −23 | 3  | Trận tranh hạng 7   |
| 5  | Hồng Kông | 4  | 0 | 0 | 4 | 0  | 29 | −29 | 0  | Trận tranh hạng 9   |

| 25 tháng 9 năm 2023 10:15 |

| Hàn Quốc                                   | 4–0     | Singapore |
| ------------------------------------------ | ------- | --------- |
| Kang 16' · Park 20' · Cho H. 34' · Pak 42' | Báo cáo |           |

| Trọng tài: Annelize Rostron (RSA) Jianjun Chen (CHN) |

| 25 tháng 9 năm 2023 12:45 |

| Malaysia                                                                                   | 8–0     | Hồng Kông |
| ------------------------------------------------------------------------------------------ | ------- | --------- |
| Sukri 10', 40' · Rashid 20' · Onn 21' · Husain 38' · Insyriah 56' · Azhar 60' · Saiuti 60' | Báo cáo |           |

| Trọng tài: Cookie Tan (SGP) Durga Devi (IND) |

| 27 tháng 9 năm 2023 12:45 |

| Ấn Độ | 13–0    | Singapore |
| --- | ------- | --------- |
| Udita 6' · Sushila 8' · Deepika 11' · Navneet 14', 14' · Grace 17' · Neha 19' · Sangita 23', 47', 53' · Salima 35' · Monika 52' · Vandana 56' | Báo cáo |           |

| Trọng tài: Kittiteerasopon Ornpimol (THA) Liu Xiaoying (CHN) |

| 27 tháng 9 năm 2023 16:00 |

| Hàn Quốc                                                             | 7–0     | Hồng Kông |
| -------------------------------------------------------------------- | ------- | --------- |
| Baek 14' · Cho E. 15+' · Kim J. 23', 53' · Choi 33' · Cheon 47', 59' | Báo cáo |           |

| Trọng tài: Irene Presenqui (ARG) Binish Hayat (PAK) |

| 29 tháng 9 năm 2023 16:00 |

| Hồng Kông | 0–1     | Singapore |
| --------- | ------- | --------- |
|           | Báo cáo | S. Ng 3'  |

|  |

| 29 tháng 9 năm 2023 18:30 |

| Malaysia | 0–6     | Ấn Độ                                                                              |
| -------- | ------- | ---------------------------------------------------------------------------------- |
|          | Báo cáo | Monika 7' · Grace 8' · Navneet 25' · Vaishnavi 15' · Sangita 24' · Lalremsiami 50' |

| Trọng tài: Liu Xiaoying (CHN) Tan Cookie (SGP) |

| 1 tháng 10 năm 2023 10:15 |

| Singapore | 1–8     | Malaysia                                                                                  |
| --------- | ------- | ----------------------------------------------------------------------------------------- |
| S. Ng 34' | Báo cáo | Saiuti 9' · S. Mohd 15' · Rashid 29' · Syafi 31' · Azhar 37' · K. Mohd 48' · Onn 54', 59' |

| Trọng tài: Chen Jianjun (CHN) Tang Shi Him (HKG) |

| 1 tháng 10 năm 2023 16:00 |

| Hàn Quốc   | 1–1     | Ấn Độ       |
| ---------- | ------- | ----------- |
| Cho H. 12' | Báo cáo | Navneet 44' |

| Trọng tài: Xiaoying Liu (CHN) Irene Presenqui (ARG) |

| 3 tháng 10 năm 2023 10:15 |

| Ấn Độ | 13–0    | Hồng Kông |
| --- | ------- | --------- |
| Vandana 2', 48' · Deepika 4', 54', 58' · Monika 7' · Grace 11', 42' · Sangita 27', 55' · Vaishnavi 34' · Navneet 58' | Báo cáo |           |

| Trọng tài: Ornpimol Kittiteerasopon (THA) Binish Hayat (PAK) |

| 3 tháng 10 năm 2023 12:45 |

| Malaysia | 0–5     | Hàn Quốc                                           |
| -------- | ------- | -------------------------------------------------- |
|          | Báo cáo | Cho E. 14' · An S. 25', 38' · Seo 36' · Lee Y. 48' |

| Trọng tài: Chieko Soma (JPN) Sophie Bockelmann (GER) |

### Bảng B
| VT | Đội            | ST | T | H | B | BT | BB | HS  | Đ  | Giành quyền tham dự |
| -- | -------------- | -- | - | - | - | -- | -- | --- | -- | ------------------- |
| 1  | Nhật Bản       | 4  | 4 | 0 | 0 | 31 | 0  | +31 | 12 | Bán kết             |
| 2  | Trung Quốc (H) | 4  | 3 | 0 | 1 | 43 | 2  | +41 | 9  | Bán kết             |
| 3  | Thái Lan       | 4  | 2 | 0 | 2 | 7  | 26 | −19 | 6  | Trận tranh hạng 5   |
| 4  | Kazakhstan     | 4  | 1 | 0 | 3 | 2  | 24 | −22 | 3  | Trận tranh hạng 7   |
| 5  | Indonesia      | 4  | 0 | 0 | 4 | 1  | 32 | −31 | 0  | Trận tranh hạng 9   |

| 25 tháng 9 năm 2023 16:00 |

| Thái Lan                                  | 4–0     | Kazakhstan |
| ----------------------------------------- | ------- | ---------- |
| Sanpoung 2', 25' · Samanso 43' · Inpa 58' | Báo cáo |            |

| Trọng tài: Irene Presenqui (ARG) Chieko Soma (JPN) |

| 25 tháng 9 năm 2023 18:30 |

| Trung Quốc | 20–0    | Indonesia |
| --- | ------- | --------- |
| Li H. 4' · Dan 4' · Chen Ya. 6', 38' · Gu 9', 24', 44', 56' · Zhang X. 10' · Haiyan 11' · Zhong 17', 18', 60' · Chen Yi 22' · Zhang Y. 29', 41', 58' · Ma 35' · Liang 42', 60' | Báo cáo |           |

| Trọng tài: Yoon Seon Kim (KOR) Ornpimol Kittiteerasopon (THA) |

| 27 tháng 9 năm 2023 10:15 |

| Nhật Bản                                                                                     | 7–0     | Indonesia |
| -------------------------------------------------------------------------------------------- | ------- | --------- |
| Oikawa 2' · H. Nagai 15', 57' · Kobayakawa 17' · Hasegawa 40' · Kobayashi 51' · Y. Nagai 56' | Báo cáo |           |

| Trọng tài: Annelize Rostron (RSA) Tang Shi Him (HKG) |

| 27 tháng 9 năm 2023 18:30 |

| Trung Quốc                                                                                   | 11–0    | Kazakhstan |
| -------------------------------------------------------------------------------------------- | ------- | ---------- |
| Liang 16', 35', 53' · Zhong 18' · Gu 24', 52', 56' · Zhang Y. 25', 49' · Ma 33' · Haiyan 51' | Báo cáo |            |

| Trọng tài: Kim Jung-Hee (KOR) Sophie Bockelmann (GER) |

| 29 tháng 9 năm 2023 10:15 |

| Kazakhstan                    | 2–1     | Indonesia     |
| ----------------------------- | ------- | ------------- |
| Domashneva 10' · Lobanova 41' | Báo cáo | Ronsumbre 29' |

| Trọng tài: Kim Jung-Hee (KOR) Chen Jianjun (CHN) |

| 29 tháng 9 năm 2023 12:45 |

| Thái Lan | 0–14    | Nhật Bản |
| -------- | ------- | --- |
|          | Báo cáo | Toriyama 6' · Suzuki 10' · Oikawa 15' · Kobayashi 19', 54' · Kobayakawa 23', 30', 37', 50' · Fujibayashi 24' · Omoto 56' · Hasegawa 57', 57' · Y. Nagai 59' |

| Trọng tài: Kim Yoon-Seon (KOR) Devi Durga (IND) |

| 1 tháng 10 năm 2023 12:45 |

| Indonesia | 0–3     | Thái Lan                                 |
| --------- | ------- | ---------------------------------------- |
|           | Báo cáo | Noo-Keaw 12' · Konthong 40' · Aunjai 53' |

| Trọng tài: Sophie Bockelmann (GER) Binish Hayat (PAK) |

| 1 tháng 10 năm 2023 18:30 |

| Trung Quốc | 0–2     | Nhật Bản              |
| ---------- | ------- | --------------------- |
|            | Báo cáo | Oikawa 26' · Asai 36' |

| Trọng tài: Annelize Rostron (RSA) Cookie Tan (SGP) |

| 3 tháng 10 năm 2023 16:00 |

| Nhật Bản                                                                               | 8–0     | Kazakhstan |
| -------------------------------------------------------------------------------------- | ------- | ---------- |
| Toriyama 4', 36' · H. Nagai 6' · Y. Nagai 28', 51' · Hasegawa 37', 39' · Kobayashi 50' | Báo cáo |            |

| Trọng tài: Yoon Seon Kim (KOR) Shi Him Tang (HKG) |

| 3 tháng 10 năm 2023 18:30 |

| Thái Lan | 0–12    | Trung Quốc |
| -------- | ------- | --- |
|          | Báo cáo | Zhong 9', 33' · Haiyan 14', 59' · Zhang Y. 22', 40' · Zhang X. 27' · Chen Yi 45' · Gu 47' · Zou 48', 54' · Li H. 50' |

| Trọng tài: Jung Hee Kim (KOR) Durga Devi (IND) |

## Vòng phân hạng

### Trận tranh hạng 9
| 5 tháng 10 năm 2023 13:30 |

| Hồng Kông               | 2–1     | Indonesia    |
| ----------------------- | ------- | ------------ |
| Chan 14' · Mountain 22' | Báo cáo | Prasasti 60' |

| Trọng tài: Ornpimol Kittiteerasopon (THA) Durga Devi (IND) |

### Trận tranh hạng 7
| 7 tháng 10 năm 2023 10:15 |

| Singapore                | 2–0     | Kazakhstan |
| ------------------------ | ------- | ---------- |
| Sardonna 2' · Jolene 60' | Báo cáo |            |

| Trọng tài: Soma Chieko (JPN) Tang Shi Him (HKG) |

### Trận tranh hạng 5
| 7 tháng 10 năm 2023 12:45 |

| Malaysia                | 2–1     | Thái Lan   |
| ----------------------- | ------- | ---------- |
| Hanis 12' · Nuraini 56' | Báo cáo | Kunjira 5' |

| Trọng tài: Kim Jung Hee (KOR) Chen Jianjun (CHN) |

## Vòng tranh huy chương

### Sơ đồ
|  | Bán kết    | Bán kết  |               |       | Chung kết | Chung kết |
|  |            |          |               |       |           |           |
|  | 5 tháng 10 |          |               |       |           |           |
|  |            |          |               |       |           |           |
|  | Ấn Độ      | 0        |               |       |           |           |
|  | Ấn Độ      | 0        | 7 tháng 10    |       |           |           |
|  | Trung Quốc | 4        |               |       |           |           |
|  | Trung Quốc | 4        | Trung Quốc    | 2     |           |           |
|  | 5 tháng 10 |          | Trung Quốc    | 2     |           |           |
|  |            | Hàn Quốc | 0             |       |           |           |
|  | Nhật Bản   | Hàn Quốc | 0             | 2 (2) |           |           |
|  | Nhật Bản   |          |               | 2 (2) |           |           |
|  | Hàn Quốc   | 2 (3)    |               |       |           |           |
|  | Hàn Quốc   | 2 (3)    | Tranh hạng ba |       |           |           |
|  |            |          |               |       |           |           |
|  | 7 tháng 10 |          |               |       |           |           |
|  |            |          |               |       |           |           |
|  | Ấn Độ      | 2        |               |       |           |           |
|  | Ấn Độ      | 2        |               |       |           |           |
|  | Nhật Bản   | 1        |               |       |           |           |

### Bán kết
| 5 tháng 10 2023 16:00 |

| Ấn Độ | 0–4     | Trung Quốc                               |
| ----- | ------- | ---------------------------------------- |
|       | Báo cáo | Zhong 25' · Zou 40' · Liang 55' · Gu 60' |

| Trọng tài: Annelize Rostron (RSA) Yoon Seon Kim (KOR) |

| 5 tháng 10 2023 18:30 |

| Nhật Bản                                   | 2–2     | Hàn Quốc                     |
| ------------------------------------------ | ------- | ---------------------------- |
| Kobayakawa 48' · Oikawa 58'                | Báo cáo | Seo 13' · Park 34'           |
| Loạt luân lưu                              |         |                              |
| Nagai · Toriyama · Asai · Shimada · Suzuki | 3–4     | Seo · Cheon · Pak · An · Cho |

| Trọng tài: Irene Presenqui (ARG) Liu Xiaoying (CHN) |

### Tranh huy chương đồng
| 7 tháng 10 2023 16:00 |

| Ấn Độ                  | 2–1     | Nhật Bản      |
| ---------------------- | ------- | ------------- |
| Deepika 5' · Chanu 50' | Báo cáo | Y. Nagai 30+' |

| Trọng tài: Liu Xiaoying (CHN) Kim Yoon Seon (KOR) |

### Tranh huy chương vàng
| 7 tháng 10 2023 18:30 |

| Trung Quốc        | 2–0     | Hàn Quốc |
| ----------------- | ------- | -------- |
| Chen 7' · Zou 54' | Báo cáo |          |

| Trọng tài: Irene Presenqui (ARG) Cookie Tan (SGP) |

## Số liệu thống kê

### Bảng xếp hạng cuối cùng
| VT | Đội            | Giành quyền tham dự                         |
| -- | -------------- | ------------------------------------------- |
| 1  | Trung Quốc (H) | Thế vận hội Mùa hè 2024                     |
| 2  | Hàn Quốc       | Vòng loại Thế vận hội Khúc côn cầu FIH 2024 |
| 3  | Ấn Độ          | Vòng loại Thế vận hội Khúc côn cầu FIH 2024 |
| 4  | Nhật Bản       | Vòng loại Thế vận hội Khúc côn cầu FIH 2024 |
| 5  | Malaysia       | Vòng loại Thế vận hội Khúc côn cầu FIH 2024 |
| 6  | Thái Lan       |                                             |
| 7  | Singapore      |                                             |
| 8  | Kazakhstan     |                                             |
| 9  | Hồng Kông      |                                             |
| 10 | Indonesia      |                                             |

### Cầu thủ ghi bàn
Đã có 173 bàn thắng ghi được trong 27 trận đấu, trung bình 6.41 bàn thắng mỗi trận đấu.
9 bàn thắng
- Gu Bingfeng

7 bàn thắng
- Zhang Ying
- Zhong Jiaqi

6 bàn thắng
- Liang Meiyu
- Sangita Kumari
- Shiho Kobayakawa

5 bàn thắng
- Deepika
- Navneet Kaur
- Miyu Hasegawa
- Yuri Nagai

4 bàn thắng
- Haiyan Huang
- Zou Meirong
- Deep Grace Ekka
- Vandana Katariya
- Aimi Kobayashi
- Shihori Oikawa
- Hanis Onn

3 bàn thắng
- Chen Yi
- Monika Malik
- Hazuki Nagai
- Mai Toriyama
- Nuraini Rashid
- Sardonna Ng

2 bàn thắng
- Chen Yang
- Li Hong
- Ma Ning
- Zhang Xiaoxue
- Vaishnavi Phalke
- Sushila Chanu
- Nur Azhar
- Norfaiezah Saiuti
- Fatin Sukri
- An Su-Jin
- Cheon Eun-Bi
- Cho Eun-Ji
- Cho Hye-Jin
- Kim Jeong-Ihn
- Park Seung-Ae
- Seo Jung-Eun
- Kunjira Inpa
- Kornkanok Sanpoung

1 bàn thắng
- Dan Wen
- Tiffany Chan
- Katherine Mountain
- Lalremsiami
- Neha Goyal
- Salima Tete
- Udita Duhan
- Asri Dewi Prasati
- Paulina Ronsumbre
- Yu Asai
- Chiko Fujibayashi
- Sakurako Omoto
- Miyu Suzuki
- Vera Domashneva
- Viktoriya Lobanova
- Siti Husain
- Effarizal Insyriah
- Khairunnisa Mohamed
- Siti Mohamed
- Nurmaizatul Syafi
- Ng Jolene
- Baek Ee-Seul
- Choi Su-ji
- Kang Ji-Na
- Lee Yu-Ri
- Pak Ho-Jeong
- Natthakaran Aunjai
- Suwapat Konthong
- Sudarat Noo-Keaw
- Supansa Samanso

Nguồn: FIH